# Psora
Psora Hoffm. (łuszczak, krostowiec) – rodzaj grzybów z rodziny łuszczakowatych (Psoraceae). Ze względu na współżycie z glonami zaliczany jest do grupy porostów.

## Systematyka i nazewnictwo
Pozycja w klasyfikacji według Index Fungorum: Psoraceae, Lecanorales, Lecanoromycetidae, Lecanoromycetes, Pezizomycotina, Ascomycota, Fungi.
Synonimy nazwy naukowej: Chrysopsora (Vain.) M. Choisy, Fritzea Stein, 
Lecidea sect. Chrysopsora Vain., Peltiphylla M. Choisy.
Nazwa polska według W. Fałtynowicza.

## Gatunki występujące w Polsce
- Psora decipiens (Hedw.) Hoffm. 1794 – łuszczak zwodniczy, krążniczka zwodnicza, krostowiec zwodniczy
- Psora globifera (Ach.) A. Massal. 1852 – łuszczak główkowaty, krążniczka główkowata
- Psora testacea Hoffm. 1790 – łuszczak łuskowaty, kulistka łuskowata
- Psora vallesiaca (Schaer.) Timdal 1984[4] – łuszczak południowy, krążniczka południowa

Nazwy naukowe na podstawie Index Fungorum. Nazwy polskie według W. Fałtynowicza.